# Ethohydraulik

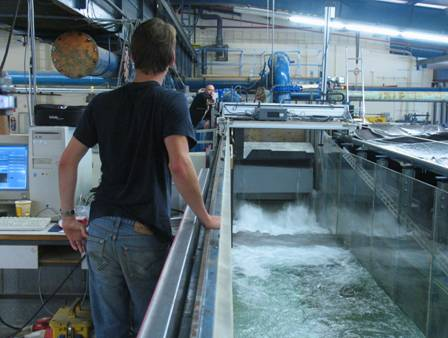
Ethohydraulischer Versuchsstand

Als Ethohydraulik wird ein ingenieurbiologisches Fachgebiet bezeichnet, das durch interdisziplinäre Verschneidung der Ethologie (griech.: Erforschung des Verhaltens von Tieren) und der Hydraulik (griech.: Lehre von den bewegten Flüssigkeiten, siehe auch Strömungslehre und Hydromorphologie) entstanden ist. Ziel dieser Disziplin ist es, auf der Grundlage der Erforschung und des Verständnisses der Bedürfnisse der aquatischen Fauna, insbesondere der Fische, Vorgaben für eine gewässerökologisch verträglichere wasserbauliche Praxis abzuleiten.

## Veranlassung
Im Jahr 2000 wurde vom Parlament der Europäischen Gemeinschaft die Europäische Wasserrahmenrichtlinie erlassen, mit der ein Paradigmenwechsel für die Ausrichtung wasserwirtschaftlichen Handelns einherging: War bislang die Einhaltung chemisch/physikalischer Qualitätswerte in Still- und Fließgewässern maßgeblich, gilt es künftig, auch den ökologischen Zustand der Oberflächengewässer zu schützen bzw. zu verbessern. Bewertungsgrundlage hierfür ist die Ausprägung der aquatischen Lebensgemeinschaften. Aktuelle Bestandserhebungen zeigen allerdings massive Besiedlungsdefizite auf, so dass das vorgegebene Ziel eines guten ökologischen Zustandes in vielen Einzugsgebieten wohl nicht erreicht wird.
Ursächlich verantwortlich für diese Situation sind anthropogene Nutzungsansprüche an die Gewässer, die ihren Ausdruck in vielfältigen wasserbaulichen Maßnahmen und Bauwerken finden z. B. für Schifffahrt, Energiegewinnung, Hochwasserschutz, Trinkwassergewinnung, Sport- und Freizeitnutzung etc. Allen diesen wasserbaulichen Aktivitäten ist gemeinsam, dass sie in der Vergangenheit weitgehend ohne Rücksicht auf die Bedürfnisse der aquatischen Organismen durchgeführt wurden. So wird die Durchgängigkeit der Fließgewässersysteme für stromaufwärts wandernde
Organismen durch zahlreiche Staubauwerke unterbrochen, werden durch Wasserkraftanlagen und Pumpen stromabwärts wandernde Fische in erheblichem Umfang geschädigt und genügen viele Renaturierungsmaßnahmen zwar landschaftsästhetischen Ansprüchen, befriedigen aber die Bedürfnisse der Pflanzen- und Tierwelt nicht. Selbst Fischaufstiegsanlagen erfüllen oft ihren originären Zweck nur unzureichend, da die Anforderungen der Fische an solche Bauwerke nur ungenügend bekannt sind oder bei Planung und Bau nicht ausreichend berücksichtigt wurden.
Ein wesentlicher Grund für das spärliche Wissen um die Anforderungen insbesondere der Fischfauna ist, dass sich diese sehr mobilen Organismen unter Naturbedingungen einer direkten Beobachtung entziehen. Deshalb sind Untersuchungen über das Verhalten von Fischen in Gewässern sehr zeit- und personalaufwändig.

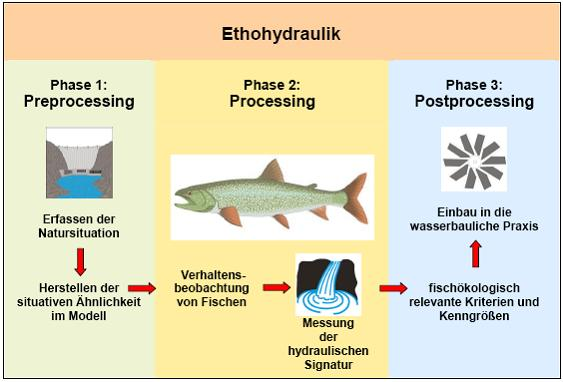
Ablaufschema ethohydraulischer Tests

Andererseits unterliegen die verschiedenen Faktoren, die das Verhalten der Fische beeinflussen, permanenten Schwankungen, so dass sie sich nur schwer messen und hinsichtlich ihrer ökologischen Bedeutung interpretieren lassen. Da zudem der Nutzen solcher Grundlagenforschung bislang verkannt wurde, existieren für die wasserbauliche Praxis so gut wie keine fischökologisch relevanten Kriterien oder Kennwerte in Hinblick auf eine gezielte ökologische Aufwertung von Gewässern.
Vor diesem Hintergrund wurde am Institut für Wasser und Gewässerentwicklung der Universität Karlsruhe in Zusammenarbeit mit Biologen des Instituts für angewandte Ökologie von 2007 bis 2009 die Interdisziplin der Ethohydraulik erarbeitet. Gefördert wurde dieses Forschungs- und Entwicklungsprojekt durch die Deutsche Bundesstiftung Umwelt (DBU).

## Das Verfahren und seine methodischen Voraussetzungen
Ethohydraulische Untersuchungen sind nur sinnvoll, wenn sowohl die technischen Arbeiten, wie die Planung des Versuchsstandes und hydraulische Messungen, als auch die Verhaltensbeobachtungen in einem Team aus Wasserbauingenieuren und Biologen durchgeführt werden. Weitere Merkmale sind, dass großskalige Versuchsstände benötigt werden und dass jedes Projekt in drei Phasen abläuft.
Phase 1: Preprocessing (Analyse der hydraulischen Natursituation und Modellierung ebendieser im Labor)

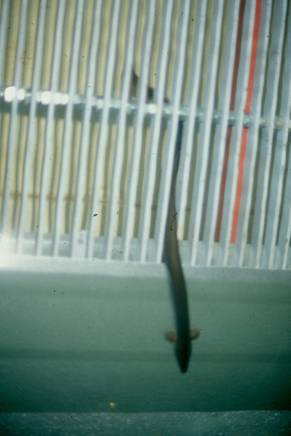
Abbildung 1a: Ein 70 cm langer Aal passiert einen 20-mm-Rechen

Zumeist ist es nicht möglich, alle geometrischen und hydraulischen Gegebenheiten einer Natursituation im wasserbaulichen Labor nachzubilden. Bereits bei der Planung ethohydraulischer Tests ist deshalb sicherzustellen, dass eine Laborrinne so ausgestattet und gesteuert wird, dass darin eingesetzte Fische mit einer ähnlichen Situation konfrontiert werden, wie im Gewässer. Deshalb sind das Verhalten primär beeinflussende Parameter, z. B. Fließgeschwindigkeit und Turbulenz im Maßstab 1:1 zu realisieren, während unter Beachtung der Morphologie der Fische der Maßstab vor allem geometrischer Parameter verändert werden darf.
Aufgrund infrastruktureller Beschränkungen ist es nicht immer möglich, alle Primärparameter gleichzeitig nachzubilden. So ist es vorstellbar, dass nicht gleichzeitig reale Fließgeschwindigkeiten bei realen Wassertiefen simuliert werden können. In solchen Fällen sind separate Testserien erforderlich, in denen einerseits mit variierenden Fließgeschwindigkeiten bei konstanter Wassertiefe gearbeitet wird und andererseits mit variierenden Wassertiefen bei gleich bleibender Fließgeschwindigkeit.
Phase 2: Processing (Lebendtierbeobachtung und Erfassung der hydraulischen Signatur)
Lebendtierbeobachtungen mit Wirbeltieren unterliegen dem Tierschutzgesetz. Wie auch die Hälterung von Fischen zu wissenschaftlichen Zwecken ist die Durchführung ethohydraulischer Tests grundsätzlich genehmigungspflichtig und legitimiertem Fachpersonal vorbehalten.
Sind diese Voraussetzungen erfüllt, wird das Verhalten der Fische unter konditionierten Bedingungen beobachtet, um aus dem gesamten Verhaltensrepertoire jene Reaktionen zu identifizieren, mit denen der Fisch auf die vorgegebene hydraulische Situation antwortet. Um parameterspezifische Reaktionen von Fischen überhaupt erkennen zu können, wird grundsätzlich vergleichend vorgegangen, in dem in aufeinander folgenden Tests stets nur ein Parameter verändert wird und nach Auswirkungen im Verhalten der Fische gesucht wird.

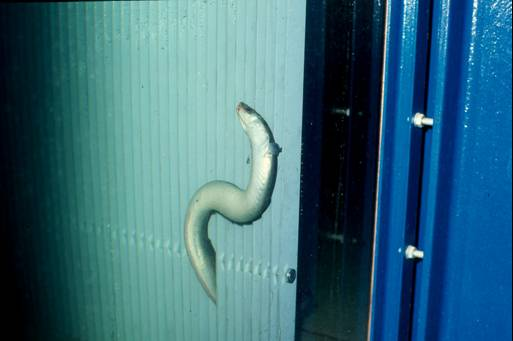
Abbildung 1b: Ein Aal wird von einer Fließgeschwindigkeit > 0,5 m/s hilflos gegen den Rechen gepresst

Ergibt sich aus den ethohydraulischen Tests ein reproduzierbares Verhalten, das als Reaktion auf einen bestimmten Parameter oder eine Parameterkonstellation zu verstehen ist, sind die fischrelevanten Faktoren zu messen, z. B. Geometrien, Fließgeschwindigkeiten und -richtungen, Strömungsimpulse, Turbulenzen oder turbulente kinetische Energien.
Phase 3: Postprocessing (Implementierung der Erkenntnisse in die wasserbauliche Praxis)
Die Kenntnis der hydraulischen Kriterien und Signaturen aus ethohydraulischen
Tests erlaubt letztlich die wissenschaftlich begründete Ableitung fischrelevanter Anforderungen,
Regeln und Kennwerte. Diese sind als konkrete Planungs- und Bemessungsvorgaben in die wasserbauliche Praxis einzubinden, wodurch ein Beitrag geleistet wird, wasserbauliche Maßnahmen verträglicher durchzuführen sowie Bauwerke und Anlagen gemäß ökologischer Anforderungen zu errichten und zu betreiben.

## Anwendungsbeispiele

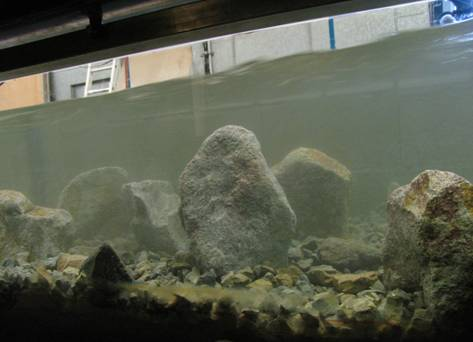
Abbildung 2a: Ausgeprägte Rauheiten werden bei Fließgeschwindigkeiten ab 0,4 m/s von leistungsschwachen Fischen gemieden, …

Weltweit werden in wasserbaulichen Labors immer wieder Lebendtierbeobachtungen mit Fischen durchgeführt, die sich allerdings nicht selten hinsichtlich ihrer Praxisrelevanz, im methodischen Vorgehen und der Art der Analyse und Interpretation grundlegend unterscheiden. Entsprechend sind die Befunde aufgrund eines oft eher anekdotischen Charakters wenig belastbar, nicht reproduzierbar oder widersprüchlich. Dennoch wurden viele Erkenntnisse dieser wenigen ethohydraulischen Studien Bestandteil des internationalen Standes des Wissens und der Technik und fanden Eingang in nationale Regelwerke. Die nachstehenden Beispiele sollen den Nutzwert ethohydraulischer Forschungen erläutern:
Beispiel 1: Wirkung mechanischer Barrieren zum Schutz abwandernder Fische

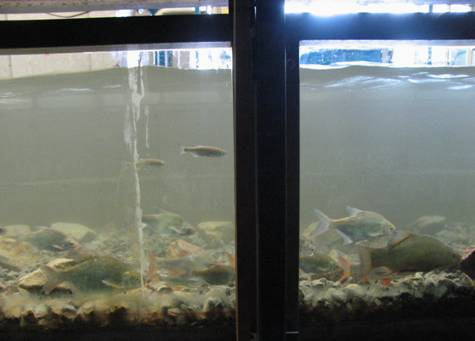
Abbildung. 2b: … während sie in Abschnitte mit wenigen, maximal 15 cm über die Sohle aufragenden Rauheitselementen ausweichen

Die Fischereigesetze der meisten Bundesländer fordern zum Schutz abwandernder Fische gegen ein Eindringen in sie gefährdende wasserbauliche Anlagen die Installation von Rechen mit einer maximalen lichten Weite von 20 mm vor den Einläufen von Triebwerken und Wasserentnahmen. Durch ethohydraulische Tests mit solchen Rechen wurde offenbar, dass sogar Aale bis zu einer Körperlänge von 70 cm solche 20 mm-Rechen passieren können (Abbildung 1a). Darüber hinaus werden viele Fische bereits ab einer Anströmgeschwindigkeit von nur 0,5 m/s unentrinnbar gegen die Rechenflächen gepresst, bis sie infolge von Verletzungen oder Erschöpfung sterben (Abbildung 1b).  Zum Vergleich: Wasserkraftanlagen werden in der Regel mit Geschwindigkeiten über 1 m/s angeströmt. Aus diesen Erkenntnissen ergibt sich die Notwendigkeit, die lichte Weite von Rechen zum Schutz von Aalen auf maximal 15 mm zu reduzieren und gleichzeitig die Anströmgeschwindigkeit auf maximal 0,5 m/s zu begrenzen.
Beispiel 2: Substratpräferenz leistungsschwacher Fische
Nach allgemeiner Auffassung suchen leistungsschwache Fische auf der Lee-Seite aufragender Sohlenrauheiten Schutz vor der Strömung. Dieses postulierte Rückzugsbedürfnis verschiedener kleiner Fischarten und junger Entwicklungsstadien in eine als „Strömungsschatten“ bezeichnete Ruhezone wurde mit Hilfe einer abschnittsweise mit unterschiedlichen Sohlenrauhigkeiten belegten Laborrinne untersucht. Es zeigte sich, dass leistungsschwache Fische (z. B. kleine Brachsen und Plötzen) bereits bei mittleren Fließgeschwindigkeiten ab 0,4 m/s die Lee-Seite von Rauheitselementen meiden, um sich Wirbelstraßen zu entziehen, die sich dort an den Konturenkanten ablösen (Abbildung 2a).  Hingegen konzentrieren sie sich in Abschnitten mit wenigen Rauheitselementen von maximal 15 cm Höhe (Abbildung 2b). Aus diesen Erkenntnissen ergibt sich die Notwendigkeit, z. B. die Rauhigkeit der Sohle von Durchlässen und in Fischaufstiegsanlagen mit Rücksicht auf die Bedürfnisse leistungsschwacher Arten zu begrenzen.